# Лехович, Веслав
Веслав Адам Лехович (пол. Wiesław Adam Lechowicz; 22 декабря 1966 года, Домброва-Тарновска) — польский католический епископ. Глава военного ординариата Войска Польского с 15 января 2022 года. Вспомогательный епископ Тарнувский и титулярный епископ Ламбириди в 2007—2022 годах.

## Образование и служба священником
Веслав Лехович в 1981 году он окончил среднюю школу № 1 в Тарнуве и, сдав выпускной экзамен, поступил в Высшую теологическую семинарию в Тарнуве. Он был рукоположен в священники 24 мая 1987 года епископом Тарнувским Ежи Аблевичем.
После рукоположения 4 года работал викарием в Крощенко на реке Дунаец, а затем 1 год в приходе св. Ядвиги в Дембице. После того, как он был освобожден от своих обязанностей в своей родной епархии в 1992 году, он был направлен на обучение по пастырскому богословию в Папский университет Святого Креста. В 1994 году он сдал экзамен на степень лиценциата, два года спустя он защитил докторскую диссертацию на тему: «Проповедь и общение. Анализ гомилетической проповеди в свете теории коммуникации». Вернувшись с учёбы, год проработал в приходе св. Николая в Бохне, а затем в приходе Непорочной Богоматери в Новы-Сонч. В 1997 году читал лекции по гомилетике, а позже и по пастырскому богословию на теологическом факультете в Тарнуве. В 1998 году он был назначен капелланом Виктора Скворца, епископа Тарнувского, а после увольнения в сентябре 1999 года стал префектом Высшей семинарии в Тарнуве. 24 февраля 2004 года епископ Тарнувский возложил на него обязанности ректора этой семинарии. Во время работы в семинарии он изучал каноническое право в Институте канонического права Папской теологической академии в Кракове, которое завершил в 2002 году, защитив диплом лиценциата.
В дополнение к обязанностям в своей епархии, он начал работу в Пастырской Комиссии Польской Епископской Конференции, будучи соредактором общенациональной гомилетической программы с 2001—2002 по 2006—2007 годы. В знак признания его ревностного труда Папа Бенедикт XVI пожаловал ему сан капеллана Его Святейшества.

## Вспомогательный епископ Тарнувский
Папа Бенедикт XVI назначил его вспомогательным епископ Тарнувской епархии, назначив ему титулярную кафедру Ламбириди (Алжир). Веслав Лехович — девятый вспомогательный епископ в истории Тарнувской епархии. Он был рукоположен во епископа 16 февраля 2008 года в Кафедральном соборе в Тарнуве епископом Тарнувским Виктором Скворцем.
На 256 пленарном заседании Конференции католических епископов польши в Пшемысле он был избран епископами делегатом Епископской комиссии по пастырскому попечению о польской эмиграции.

## Во главе полевого ординраиата Войска Польского
С 12 февраля 2022 года назначен полевым епископом Войска Польского. Канонический прием полевого ординариата и вхождение в полевой собор Войска Польского состоялись 12 февраля 2022 года.

## Награды
- Кавалер ордена Возрождения Польши (7 сентября 2021 года)[1]